# Marisa van der Meer
Marisa van der Meer (Ede, 29 juli 1990) is een Nederlands actrice en zangeres. Ze heeft onder andere gespeeld in De Kleine Zeemeermin De Musical, Roodkapje De Musical en Rapunzel De Musical van Van Hoorne Studios, Mozart! De Musical en Scrooge De Musical van Music Hall en Charlie and the Chocolate Factory De Musical van Deep Bridge.
In het theaterseizoen 24/25 is ze te zien als zeeheks Octavia in De Kleine Zeemeermin De Musical van Van Hoorne Studios en in Shrek De Musical  van Van Hoorne Studios als alternate Moeder Oger.
Theaterseizoen 25/26 is Marisa te zien als cover Sadista in The WIZ en speelt ze de rol van Goede Fee in Doornroosje de musical, beiden van Van Hoorne Studios .

## Musicals
| Jaar      | Productie                                | Producent                             | Rol                                    |
| --------- | ---------------------------------------- | ------------------------------------- | -------------------------------------- |
| 2011-2012 | Doornroosje de Musical                   | Van Hoorne Studios                    | Koningin                               |
| 2014-2015 | Brandweerman Sam: Piekepolder op stelten | Van Hoorne Studios                    | Zita Zinggraag                         |
| 2017-2018 | Mozart! De Musical                       | Music Hall en Vereinigten Bühnen Wien | Josepha Weber & Ensemble               |
| 2018-2020 | Scrooge De Musical                       | Music Hall                            | Ensemble/understudy Victoria           |
| 2018-2019 | Belle en het Beest de Musical            | Van Hoorne Studios                    | Understudy Fien                        |
| 2019-2020 | Doornroosje de Musical                   | Van Hoorne Studios                    | Understudy Fien                        |
| 2022-2023 | Charlie and the Chocolate Factory        | Deep Bridge                           | Mrs Gloop                              |
| 2023-2024 | Rapunzel de Musical                      | Van Hoorne Studios                    | Molenaarsvrouw                         |
| 2024-2025 | De Kleine Zeemeermin                     | Van Hoorne Studios                    | Zeeheks Octavia                        |
| 2024-2025 | Shrek de Musical                         | Van Hoorne Studios                    | Alternate Moeder Oger en Koekemannetje |
| 2025-2026 | Doornroosje de Musical                   | Van Hoorne Studios                    | Goede Fee                              |
| 2025-2026 | The Wiz de Musical                       | Van Hoorne Studios                    | Cover Sadista                          |